# Cyril Viudes
Cyril Viudes (* 6. Februar 1982 in Champigny-sur-Marne) ist ein ehemaliger französischer Handballspieler.

## Karriere
Der 1,98 m große und 110 kg schwere Kreisläufer spielte in der ersten französischen Liga zunächst für Toulouse Union HB, mit dem er 2003/04 auch am EHF Challenge Cup teilnahm. 2005 wechselte er in die spanische Liga ASOBAL zu Bidasoa Irún, mit dem er im EHF-Pokal 2005/06 und 2006/07 antrat. Nach zwei Jahren kehrte er nach Frankreich zurück und lief die nächsten fünf Spielzeiten für Saint-Raphaël Var Handball auf. 2010/11 nahm er erneut am EHF-Pokal teil. Von 2012 bis 2019 stand er beim dänischen Verein KIF Kolding-Kopenhagen unter Vertrag, mit dem er 2014 und 2015 die Meisterschaft sowie 2014 den Pokal gewann. Im EHF Europa Pokal erreichte er 2012/13 das Viertelfinale und in der EHF Champions League 2013/14 das Achtelfinale.